# Zapalenie cewki moczowej
Zapalenie cewki moczowej (łac. urethritis) - stan zapalny zlokalizowany w końcowej części dolnych dróg moczowych, wywoływany rozmaitymi czynnikami etiologicznymi, zwykle przenoszonymi drogą płciową. Wyróżnia się zapalenie rzeżączkowe (swoiste) i nierzeżączkowe (nieswoiste).

## Etiologia

### Nierzeżączkowe zapalenie cewki moczowej - NGU
Najczęstszym czynnikiem etiologicznym NGU jest Chlamydia trachomatis (30 - 50% przypadków, rzadziej w zapaleniach bezobjawowych). Ureaplasma urealyticum i Mycoplasma genitalium (hominis) odpowiadają za 10-20% zapaleń. 1-17% zakażeń przypisuje się Trichomonas vaginalis (rzęsistek pochwowy). Innymi czynnikami sprawczymi (razem <10% przypadków) mogą być: Candida albicans, herpeswirusy, bakterie, zwężenie cewki moczowej, urazy i ciała obce (np. cewnik).

### Rzeżączkowe zapalenie cewki moczowej
Rzeżączkowe zapalenie cewki moczowej wywoływane jest przez bakterie Neisseria gonorrhoeae, którym mogą towarzyszyć m.in. Trichomonas vaginalis, Candida albicans i Chlamydia trachomatis.

### Terapia doustną izotretynoiną
Przyjmowanie dziennych dawek izotretynoiny przewyższających 60 mg powoduje urethiritis (czyli zapalenie cewki moczowej). (Reuter, 1984) To zapalenie zostało rozpoznane u dwóch mężczyzn, który byli leczeni izotretynoiną ze względu na trądzik. Po zakończeniu terapii doustną izotretynoiną i zaczęciu antybiotykoterapii zapalenie cewki moczowej ustąpiło. (Edwards & Sonnex, 1997).

## Objawy i przebieg
Do typowych objawów zapalenia cewki należy wyciek z cewki moczowej (czasem pojawiający się jedynie po uciśnięciu cewki), ból podczas oddawania moczu, niekiedy częstomocz i swędzenie zewnętrznego ujścia cewki moczowej. U kobiet możliwe są upławy, ale w około 50% przebieg jest bezobjawowy. Nie występują objawy ogólne (np. gorączka).
Ropomocz bez bakteriomoczu współwystępujący z objawami dyzurycznymi (częste i bolesne oddawanie moczu) nazywa się zespołem cewkowym.
Powikłania u osób leczonych są rzadkie. U mężczyzn możliwe jest zapalenie jąder i najądrzy, w przypadku rzeżączki także gruczołu krokowego. U kobiet rzeżączka może przez długi czas przebiegać bezobjawowo i szerzyć się na błonę śluzową macicy i narządy miednicy.
Sporadycznym efektem towarzyszącym symptomom zapaleniu cewki są uczucie rozdrażnienia, przewrażliwienia, podatności na złe nastroje i ogólny spadek samopoczucia. Rzadko występują też mdłości i bóle brzucha.
Zapalenie cewki moczowej jest także przyczyną reaktywnego zapalenia stawów.

## Diagnostyka
Nierzeżączkowe zapalenie cewki moczowej potwierdza się poprzez wykazanie obecności neutrofili w cewce moczowej przedniej. Wykonuje się badanie mikroskopowe preparatu wykonanego z wymazu z cewki lub początkowego strumienia moczu, barwionego metodą Grama. Obecność Gram-ujemnych dwoinek wewnątrz neutrofili świadczy o etiologii rzeżączkowej.
Zaleca się każdorazowe wykonanie posiewu w kierunku dwoinki rzeżączki, a w miarę możliwości także innych patogenów.
Dawniej stosowany test "dwóch szklanek" ma obecnie wartość historyczną.

## Leczenie
Obowiązuje leczenie partnerów seksualnych, pacjentom zaleca się powstrzymanie się od kontaktów seksualnych do czasu wyleczenia.
W NGU zaleca się doksycyklinę (2x 100 mg przez 7 dni) lub azytromycynę (jednorazowo 1 g). Leczeniem alternatywnym jest podawanie erytromycyny (2x 500 mg przez 14 dni) lub ofloksacyny (2x 200 mg lub 1x 400 mg przez 7 dni).
W przypadku zapalenia cewki moczowej spowodowanego rzęsistkiem pochwowym poleca się szczególnie metronidazol (jednorazowo 2 g).
W zapaleniu rzeżączkowym wskazane są cyprofloksacyna (jednorazowo 500 mg), ofloksacyna (jednorazowo 400 mg) lub ceftriakson (domięśniowo - jednorazowo 250 mg). Ze względu na niską oporność szczepów rzeżączki na penicylinę w Polsce, w zaleceniach Instytutu Wenerologii znajduje się penicylina prokainowa.
W leczeniu empirycznym (patogen nieustalony) poleca się zażywanie azytromycyny (jednorazowo 2 g) lub ofloksacyny (2x 200 mg lub 1x 400 mg przez 7 dni).

## Klasyfikacja ICD10
| kod ICD10     | nazwa choroby                             |
| ------------- | ----------------------------------------- |
| ICD-10: N34   | Zapalenie cewki moczowej i zespół cewkowy |
| ICD-10: N34.0 | Ropień cewki moczowej                     |
| ICD-10: N34.1 | Nieswoiste zapalenie cewki moczowej       |
| ICD-10: N34.2 | Inne zapalenie cewki moczowej             |
| ICD-10: N34.3 | Zespół cewkowy, nieokreślony              |